# 馮盈盈
馮盈盈（英語：Crystal Fung Ying Ying；1994年6月10日—），香港女演員兼節目主持，《2016年度香港小姐競選》冠軍、2017年《國際中華小姐競選》季軍兼《萬千星輝頒獎典禮2018》「飛跃进步女藝員」獎項得主，現為無綫電視經理人合約女藝員。

## 簡歷

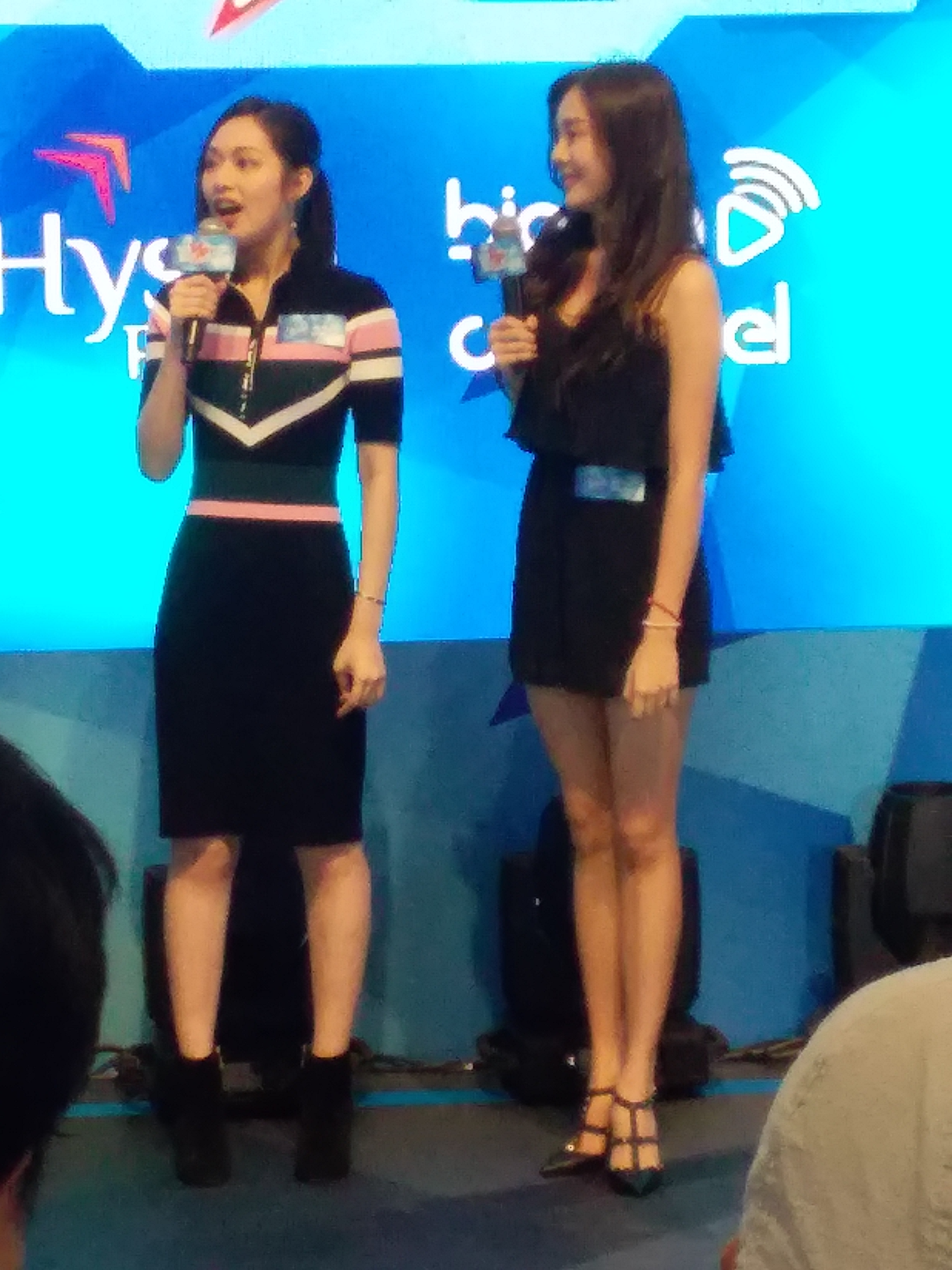
馮盈盈（左）出席《夏日VR明星決戰》揭幕戰活動

### 早年生活
馮盈盈祖籍廣東江門市恩平，畢業於寶血會嘉靈學校，為該校第35屆六信班（6E）畢業生，2006年至2012年就讀於石硤尾寶血會上智英文書院，2010年參加第62屆香港校際朗誦節的中五級女子組英語散文獨誦比賽，獲評判給予83分的優良級別，以1分之差屈居兩位參與該組別比賽而獲得季軍的同校同學之後，得到第五名，2011年考獲香港青年獎勵計劃銀章，獲香港青年協會頒發200小時義工服務獎狀。
馮盈盈在2012年度的香港中學文憑考試中，考獲最佳五科28分的成績，同年獲香港大學取錄，入讀食物及營養學系，2016年以二級榮譽乙等成績畢業。她曾在2015年8月接受雜誌訪問，表示入讀營養系乃因為其弟弟因腎炎病情嚴重時只能吃清菜及白烚肉，長期不能外出用膳，故此其弟自小便有特別的飲食需要，不能吃含高鹽、高糖、高鈉的食物，並須嚴格控制飲食。因此她自小覺得健康的飲食習慣對自己及家人也十分重要，加上自己喜愛吃東西，而令自己對食物及營養學有興趣，故馮盈盈早年已立志入讀該學系，以成為一名註冊營養師，協助弟弟及家人料理飲食習慣。
馮盈盈於中學及大學期間不時參與角色扮演的活動，吸引一些支持者將她的圖片上載到社交網站及網上討論區，馮盈盈亦因此被封為「港大女神」，同時獲得一些平面及宣傳模特兒的演出機會，亦曾擔任一些產品推廣宣傳活動的主持工作。馮盈盈曾獲邀參加《百變美人季》的大中華總決賽及亞太區總決賽同時勇奪冠軍，成為化妝品牌的亞太區廣告代言人，2016年2月及6月到美國參與拍攝廣告硬照的工作。

### 參加選美活動
2016年馮盈盈報名參加《香港小姐競選》，獲香港財經界人士張士佳提名支持，參選後曾多次闡述童年時的港姐心願，表示自己由三歲開始便有成為香港小姐的夢想，並從電視中看到香港小姐擁有美麗、雍容華貴和自信的氣質，令自己十分憧憬。另一方面，由於自己一直期待做一件出人頭地的事，而令父親感到驕傲，加上其男友鼓勵，最終報名參選。馮盈盈經過2016年6月及7月的三輪淘汰，成功躋身20強佳麗之列，在2016年8月的觀眾投票中獲得較多觀眾支持晉身十強。自電視台於2016年7月公佈香港小姐參賽名單以來，馮盈盈便一直被傳媒及公眾視為「大熱門」候選佳麗。 而馮盈盈亦於2016年9月2日獲大會頒發「現場最受歡迎佳麗獎」。她最終在《2016年度香港小姐競選》決賽中以233,394名投票觀眾的支持票贏得冠軍。
無綫電視在馮盈盈當選香港小姐冠軍後按照慣例，於同年10月15日宣佈由她代表香港出選《2017年度國際中華小姐競選》。參賽期間她與馬來西亞參選佳麗林宣妤一同被香港傳媒視為「大熱門」。《2017年度國際中華小姐競選》在2017年1月15日於馬來西亞雲頂舉行，馮盈盈入圍最後五強，並以魔術作為才藝表演，最終贏得2017年度國際中華小姐競選季軍。

### 演藝事業
當選香港小姐後，馮盈盈於2017年起成為無綫電視女藝員，其破格言論及「貼地」形象備受網民關注。2017年，她開始擔任資訊節目《學是學非》及年輕人清談節目《#後生仔傾偈》的主持人，與陸浩明和2015年度香港小姐冠軍麥明詩搭檔。馮盈盈在節目中所提及的「原來係處」及「1同0」的言論曾引起廣泛討論，同時也因為經常在節目中豪放地大談性話題、發表出位言論而受人注目，常成為娛樂新聞的焦點，更被網民封為「性博士」，她曾自認其樣貌和AV女優桃谷繪里香相似。
同年，馮盈盈拍攝首套無綫劇集《果欄中的江湖大嫂》，與陳煒、黃浩然、岑麗香及黃光亮等前輩合作，此劇在2018年3月首播；她在劇中飾演酒吧老闆娘「陳玉敏（小狼女）」。馮盈盈在接受訪問時表示有一次要拍攝她醉酒的情節，因為想更逼真，她買了兩罐啤酒即場喝，但真的喝醉了，而導演亦稱讚她演得很好，很有醉酒的感覺。她憑此劇在《萬千星輝頒獎典禮2018》首度獲提名「新加坡最喜愛TVB女主角」、「馬來西亞最喜愛TVB女主角」、「最受歡迎電視女角色」、「最佳女配角」及「飛躍進步女藝員」。
2018年2月，馮盈盈參演時裝醫療劇《白色強人》。此劇於2019年6月首播，她在劇中飾演心胸肺外科駐院醫生「方書婷（Ceci）」。同年6月，她參演劇集《解決師》。此劇於2019年10月首播，她在劇中飾演O記警員「宋巧盈（Ace）」。同年8月，她重返選美舞台，擔任香港小姐選舉決賽司儀。
馮盈盈在《萬千星輝頒獎典禮2018》獲得「飛躍進步女藝員」獎。當宣布獲獎一刻，她因不相信自己獲獎而目瞪口呆。她在頒獎台上表示自己並未合格，仍有很多進步空間，未來會繼續努力做好演出。
2019年1月，馮盈盈首次擔任女主角，拍攝喜劇《反黑路人甲》，在劇中飾演O記督察「顧欣頤（Madam Koo、Rachel）」；此劇於2020年8月首播。她憑此劇在《萬千星輝頒獎典禮2020》首度獲提名「最佳女主角」。2019年9月，馮盈盈拍攝時裝警匪劇《逆天奇案》，她在劇中飾演電腦黑客「張喜（Ana）」；此劇於2021年5月首播。2020年8月，她拍攝喜劇《智能愛人》，在劇中飾演AI公司高管「謝多燕（Dorian、多姐）」。此劇於2021年4月23日起在myTV Gold及TVB Anywhere上架，後於同年8月在翡翠台播出，馮盈盈曾為無綫電視前監製劉家豪的常用演員。

### 其他活動
2019年頭，馮盈盈與梁嘉琪、張秀文、湯洛雯、張寶兒和鄺潔楹合資六位數字金額在觀塘年宵市場擺攤檔兼做慈善，親自設計五款應節的賀年潮物，包括其擔任顧問設計的潮語咕𠱸、豬風車和不扣除成本全數捐予學生輔導會「荷蘭宿舍」的手製豬女糖。
2021年，馮盈盈於youtube開設個人頻道，並發布第一段影片。同年9月創立自家水晶首飾品牌NFT《晶。凝》"Crystal.Clear"。該名字取自其英文名字Crystal和盈字諧音，三件水晶手鏈分別命名為《盈籽》、《春華》、《蕡蓁》。
2022年3月，馮盈盈在拍攝無綫綜藝節目期間感染新冠病毒，其後康復。
2022年11月，馮盈盈於出席《萬千星輝賀台慶》後，再度感染新冠病毒。

## 感情及家庭生活
馮盈盈曾透露，她的弟弟比自己小四年。由於感情要好，所以被雜誌形容為「零代溝」。另外，其弟的病患令她養成習慣，在購買食物前必定會參考食品包裝上的營養標籤。她曾表示自己跟弟弟平常也會吵吵鬧鬧，卻又互相疼惜對方，亦不時會跟弟弟用膳。
馮盈盈2016年參選港姐時透露自己已經有男朋友，其後傳媒報導她的男友為於2005年香港中學會考中考獲十優成績、在瑪麗醫院任職內科駐院醫生的鍾文浩 （英文名Martin，暱稱「寶寶」）。對方當時表示支持她參選香港小姐。
馮盈盈在2017年3月26日深夜播出的電台節目《公子會》訪問中提到，自己在大學一年級時認識了另一位男同學，在隨後的情人節相約到戲院觀看《孤星淚》而開始交往，後因發覺與當時男友的思想分歧日增，在拍拖兩周年的情人節後提出分手。
2019年12月30日早上，馮盈盈於Instagram發文表示已經與男友鍾文浩分手。她指雙方「相處好，同住難」，分手決定經過深思熟慮，與第三者無關。
於2020年頭傳出與鄭衍峰暗地交往三個月，後否認。但仍然傳出二人同居緋聞，二人再作出回應指對方是好朋友。於2020年10月2日的《#後生仔傾吓偈》直播48分04秒，回答網友問題環節當中承認自己有另一半，但沒有表明對方身份。而緋聞男友鄭衍峰亦承認自己有另一半，令二人緋聞再次沸騰。
2020年11月，有傳媒指出馮盈盈踢走張曦雯成為無綫前主席及前非執行董事陳國強的新寵，更在社交平台Instagram中大曬價僅20萬，只有VIP方可訂製的名牌手袋。。唯馮盈盈亦已澄清，表明名牌手袋是父親送的禮物，而且自己也努力工作賺錢，與無綫前主席及前非執行董事陳國強沒有過私下見面，成為新寵之嫌隨之減淡。另一事主張曦雯亦支持其說法，並稱讚馮盈盈也是努力工作之人，希望大家不要被傳媒誤導。

## 作品

### 電視節目
| 首播   | 節目名               | 身份                                  |
| ------ | -------------------- | ------------------------------------- |
| 2016年 | 2016年度香港小姐競選 | 參賽者                                |
| 2016年 | 香港小姐遇上香港先生 | 參賽者                                |
| 2017年 | 國際中華小姐競選     | 參賽者                                |
| 2021年 | 好聲好戲第一季       | 第1 - 6、19、20集參賽者、第一組出線者 |

| 首播   | 劇名               | 角色                        |
| ------ | ------------------ | --------------------------- |
| 2017年 | 溏心風暴3          | Pancy                       |
| 2018年 | 果欄中的江湖大嫂   | 陳玉敏（小狼女）            |
| 2019年 | 白色強人           | 方書婷（Ceci）              |
| 2019年 | 解決師             | 宋巧盈（Ace、埃斯）         |
| 2020年 | 愛·回家之開心速遞  | 戴盈盈（客串第937集）       |
| 2020年 | 反黑路人甲         | 顧欣頤（Rachel、Madam Koo） |
| 2021年 | 逆天奇案           | 張喜（Ana、呃娜）           |
| 2021年 | 智能愛人           | 謝多燕（多姐、Dorian）      |
| 2021年 | 青年心城之撐起青春 | Angelina                    |
| 2023年 | 不是她             | 夏莉（Hailey）              |
| 2024年 | 逆天奇案2          | 張喜（Ana、呃娜）           |

| 首播            | 節目名                              | 備註                                                         |
| --------------- | ----------------------------------- | ------------------------------------------------------------ |
| 2017年          | 雞年唱旺報新春                      | 與鄧梓峰、陳貝兒、崔建邦和朱智賢主持                         |
| 2017年          | 新春花車巡遊匯演                    | 與安德尊和劉穎鏇主持                                         |
| 2017年          | 千奇百趣特工隊                      | 與阮小儀和朱智賢                                             |
| 2017年          | 學是學非（第五輯）                  | 與梁嘉琪、湯洛雯、劉穎鏇和張寶兒主持                         |
| 2017年          | WDSF世界體育舞蹈大獎賽2017          | 與葉賜偉主持                                                 |
| 2017年          | #後生仔平安夜傾吓偈                   | 與麥明詩、陸浩明、孔德賢、杜穎珊、黃凱儀和馬景華主持         |
| 2017年          | 2017年度勁歌金曲頒獎典禮            | 與麥明詩主持                                                 |
| 2017年至2021年  | #後生仔傾偈                         | 與林穎彤、戴祖儀、黃美棋等主持                               |
| 2018年          | 食得好健康                          | 與袁文傑和麥美恩主持                                         |
| 2018年          | 學是學非（第六輯）                  | 與湯洛雯、劉穎鏇、張寶兒和何依婷主持                         |
| 2018年          | big big channel 大公司周年慶        | 與陸永、Ｃ君和陸浩明主持                                     |
| 2018年          | 2018年度香港小姐競選                | 與鄭裕玲、陸永、Ｃ君、曹永廉和麥明詩                         |
| 2018年          | #後生仔失驚無神賀中秋               | 與麥明詩、陸浩明、杜穎珊、黃凱儀和王虹茵主持                 |
| 2018年          | 萬千星輝賀台慶2018                  | 與汪明荃、鄭裕玲、林盛斌、麥明詩和余德丞主持                 |
| 2018年          | #後生仔失驚無神賀聖誕               | 與麥明詩、周程宇、孔德賢、李寶珊、李嘉豪、徐文浩和陳欣茵主持 |
| 2018年          | 萬眾同心齊Countdown                 | 與張寶兒、麥凱程、陸浩明和麥明詩主持                         |
| 2019年          | 娛樂大家                            | 與森美、蘇永康、陸浩明等主持                                 |
| 2019年          | 8個香港                             | 與譚玉瑛、杜如風、吳若希、鄺潔楹、陳詩欣、戴祖儀和陳約臨主持 |
| 2019年          | 荷蘭好玩                            | 與麥明詩主持                                                 |
| 2019年          | 香港小姐周遊好玩特訓班              | 與周奕瑋主持                                                 |
| 2019年          | #後生仔傾吓傾吓傾到2020                 | 與戴祖儀、曾展望、陳欣茵、林正峰和黃凱儀主持                 |
| 2019年          | 學是學非（第七輯）                  | 與張寶兒、陳欣茵主持                                         |
| 2019年至2021年  | #一屋後生仔                         | 與林穎彤等主持                                               |
| 2020年          | #溫哥華後生仔傾吓偈                   | 與鄭衍峰、梁凱晴等主持                                       |
| 2020年          | 學是疫學非                          | 與何依婷主持                                                 |
| 2020年          | 博愛歡樂傳萬家                      | 與張寶兒主持                                                 |
| 2020年          | 網購攻略＋big big shop感謝祭        | 與陸浩明主持                                                 |
| 2021年          | 萬千星輝頒獎典禮2020                | 與鄭裕玲主持                                                 |
| 2021年          | 慈善星輝仁濟夜                      | 與鄧梓峰、林盛斌主持                                         |
| 2021年          | 天天開運王                          | 與薛家燕、李丞責等主持                                       |
| 2021年          | 博愛歡樂傳萬家                      | 與汪明荃、林盛斌主持                                         |
| 2021年          | 解構心機女                          | 與賴慰玲、劉佩玥、戴祖儀主持                                 |
| 2021年          | 開心大綜藝                          | 與麥美恩、陸永等主持                                         |
| 2021年          | We Miss Hong Kong STAY-cation晉級賽 | 師姐角色主持                                                 |
| 2021年          | 萬千星輝賀台慶2021                  | 與汪明荃、鄭裕玲、陳百祥等主持                               |
| 2022年          | 金虎獻瑞耀保良                      | 與汪明荃、鄭衍峰等主持                                       |
| 2022年          | 慈善星輝仁濟夜                      | 與汪明荃、林溥來等主持                                       |
| 2022年          | 講你都唔信                          | 與曾志偉、錢嘉樂等主持                                       |
| 2022年          | The Show Must Go On                 | 與錢嘉樂主持                                                 |
| 2022年          | 健康100錯                           | 與黃嘉雯等主持                                               |
| 2022年          | 好聲好戲第二季                      | 與阮兆祥主持                                                 |
| 2022年          | 全城一叮                            | 與林盛斌主持                                                 |
| 2022年          | 萬千星輝賀台慶2022                  | 與汪明荃、陳百祥等主持                                       |
| 2023年          | 魔法伽利略                          | 與何依婷主持                                                 |
| 2023年          | 萬千星輝賀台慶2023                  | 與汪明荃、陳百祥等主持                                       |
| 2023年至2024年  | 真係唔好笑                          | 與何廣沛、麥美恩、郭子豪、羅毓儀、方紹聰、彭慧中主持         |
| 2025年          | 飲茶                                | 與羅家英、關楓馨主持                                         |
| 2025年          | 食好D                               | 與莊子璇、宋宛穎、陸浩明主持                                 |
| big big channel |                                     |                                                              |
| 2017年          | 港姐妝速挑戰賽                      | 第5集主持                                                    |
| 2017年          | 後生仔勁辣大挑戰                    | 第2集主持                                                    |
| 2018年          | Big Big Channel 萬千撈筆賀台慶      | 主持                                                         |
| 2020年          | 馮盈盈教你營養抗疫餐                | 主持                                                         |
| 2020年          | 萬眾同心公益金 網上版               | 主持                                                         |
| 2020年          | 星光熠熠耀保良 網上版               | 主持                                                         |
| myTV SUPER 18台 |                                     |                                                              |
| 2019年          | 後生仔傾馬仔                        | 主持                                                         |
| myTV SUPER      |                                     |                                                              |
| 2021年          | SUPER FIVE                          | 主持                                                         |

### 電影
| 首映   | 電影名                           | 角色                           |
| ------ | -------------------------------- | ------------------------------ |
| 2019年 | 憤怒鳥大電影2（動畫配音）        | 阿銀（Silver）                 |
| 2021年 | 侏羅紀世界（香港粵語電視配音版） | 薇薇安·克里歐 （Vivian Krill） |

### 音樂錄像
| 年份   | 歌名     | 備註                                 |
| ------ | -------- | ------------------------------------ |
| 2017年 | 到此一遊 | 與黃心穎、蔡思貝、邵珮詩及張寶兒翻唱 |

## 曾獲獎項與提名
| 年份   | 獎項                                             | 作品                                                                                     | 結果             |
| ------ | ------------------------------------------------ | ---------------------------------------------------------------------------------------- | ---------------- |
| 2016年 | 《2016年度香港小姐競選》冠軍                     | 不適用                                                                                   | 獲獎             |
| 2016年 | 《2016年度香港小姐競選》現場最受歡迎佳麗獎       | 不適用                                                                                   | 獲獎             |
| 2017年 | 《2017年國際中華小姐競選》季軍                   | 不適用                                                                                   | 獲獎             |
| 2017年 | 《萬千星輝頒獎典禮2017》 最佳節目主持            | 《#後生仔傾偈》 （與陸浩明及麥明詩）                                                     | 提名             |
| 2017年 | 《萬千星輝頒獎典禮2017》 最佳節目主持            | 《學是學非》（與麥美恩、梁嘉琪、湯洛雯、劉穎鏇及張寶兒）                                 | 提名             |
| 2018年 | 《萬千星輝頒獎典禮2018》 新加坡最喜愛TVB女主角   | 《果欄中的江湖大嫂》陳玉敏                                                               | 提名             |
| 2018年 | 《萬千星輝頒獎典禮2018》 馬來西亞最喜愛TVB女主角 | 提名                                                                                     |                  |
| 2018年 | 《萬千星輝頒獎典禮2018》 最受歡迎電視女角色      | 提名                                                                                     |                  |
| 2018年 | 《萬千星輝頒獎典禮2018》 最佳女配角              | 提名                                                                                     |                  |
| 2018年 | 《萬千星輝頒獎典禮2018》 飛躍進步女藝員          | 《果欄中的江湖大嫂》、《學是學非》、《2018年度香港小姐競選》、《#後生仔傾吓偈》          | 獲獎             |
| 2018年 | 《萬千星輝頒獎典禮2018》 最佳節目主持            | 《#後生仔傾偈》（與陸浩明及麥明詩）                                                      | 提名             |
| 2018年 | 《萬千星輝頒獎典禮2018》 最受歡迎電視拍檔        | 《#後生仔傾偈》（與陸浩明及麥明詩）                                                      | 提名             |
| 2018年 | 《YAHOO!搜尋人氣大獎》 圖片搜尋次數最多的女藝人  | 不適用                                                                                   | 獲獎             |
| 2019年 | 《萬千星輝頒獎典禮2019》 最佳女配角              | 《白色強人》方書婷                                                                       | 提名             |
| 2019年 | 《萬千星輝頒獎典禮2019》 最受歡迎電視拍檔        | 《#後生仔傾偈》（與陸浩明及麥明詩）                                                      | 提名             |
| 2020年 | 《萬千星輝頒獎典禮2020》 最佳女主角              | 《反黑路人甲》顧欣頤                                                                     | 提名             |
| 2020年 | 《萬千星輝頒獎典禮2020》 最受歡迎電視女角色      | 《反黑路人甲》顧欣頤                                                                     | 提名             |
| 2020年 | 《萬千星輝頒獎典禮2020》 馬來西亞最喜愛TVB女主角 | 《反黑路人甲》顧欣頤                                                                     | 提名             |
| 2020年 | 《萬千星輝頒獎典禮2020》 最佳節目主持            | 《#後生仔傾吓偈》（與陸浩明、林穎彤、戴祖儀、黃美棋及鄭衍峰）                              | 提名             |
| 2020年 | 《萬千星輝頒獎典禮2020》 最佳節目主持            | 《學是學非》（與麥美恩、張寶兒、劉穎鏇、戴祖儀、何依婷、鄺潔楹、陳詩欣、何泳芍及陳欣茵） | 提名             |
| 2021年 | 《萬千星輝頒獎典禮2021》 最佳女主角              | 《逆天奇案》張喜                                                                         | 提名             |
| 2021年 | 《萬千星輝頒獎典禮2021》 最受歡迎電視女角色      | 《逆天奇案》張喜                                                                         | 提名             |
| 2021年 | 《萬千星輝頒獎典禮2021》 最受歡迎電視女角色      | 《智能愛人》謝多燕                                                                       | 提名             |
| 2021年 | 《萬千星輝頒獎典禮2021》 最佳女配角              | 《智能愛人》謝多燕                                                                       | 提名             |
| 2021年 | 《萬千星輝頒獎典禮2021》 馬來西亞最喜愛TVB女主角 | 《逆天奇案》張喜                                                                         | 提名             |
| 2021年 | 《萬千星輝頒獎典禮2021》 最佳女主持              | 《#後生仔傾偈》                                                                          | 提名             |
| 2021年 | 《萬千星輝頒獎典禮2021》 最受歡迎電視拍檔        | 《#後生仔傾吓偈》（與陸浩明）                                                              | 提名（最後五強） |
| 2022年 | Yahoo! 搜尋人氣大獎2022                          | 熱搜本地男女藝人或組合                                                                   | 頭100位          |

## 外部連結
- 馮盈盈的Instagram帳戶
- 馮盈盈的新浪微博
- Crystal Fung 馮盈盈的Facebook專頁
- 2016香港小姐競選佳麗檔案 - 馮盈盈 Crystal
- 2017國際中華小姐競選 - 候選佳麗 - 3. 馮盈盈
- 司徒夾帶：香港滑翔傘初體驗（页面存档备份，存于） (Umoviegroup，2016年2月4日)
- 百变美人季亚太区总决赛（页面存档备份，存于）

| 前任： 麥明詩 | 香港小姐競選冠軍 2016年 | 繼任： 雷莊𠒇 |